# Радіоактивне зараження в Гоянії
16°40′29″ пд. ш. 49°15′51″ зх. д. / 16.6746° пд. ш. 49.2641° зх. д.

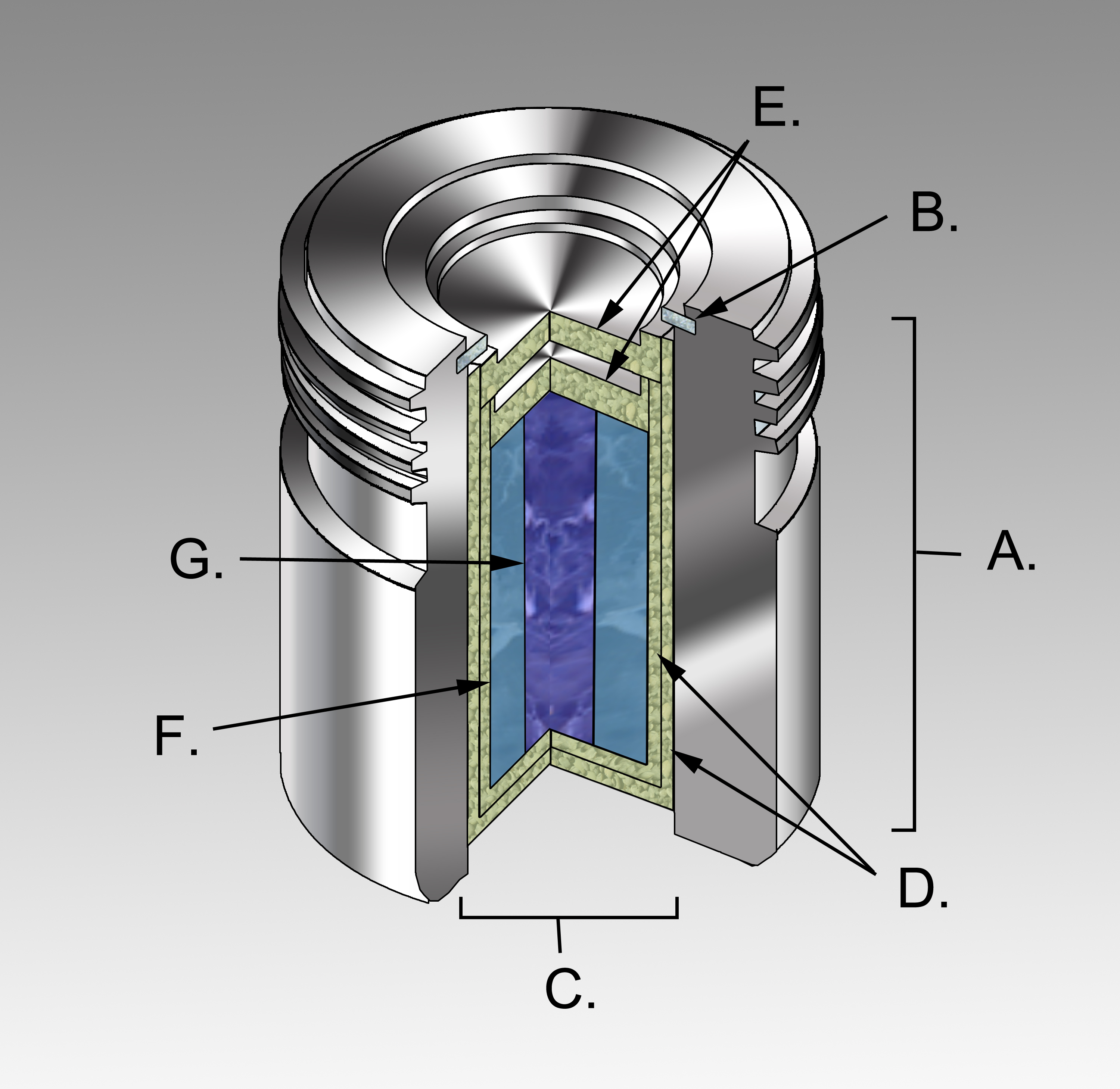
Структура радіотерапевтичної капсули:
A) зовнішня оболонка (зазвичай свинцева)
B) стопорне кільце
C) «активна» частина капсули
D) два вкладених контейнери з нержавіючої сталі
E) затвори контейнерів з нержавіючої сталі
F) внутрішній захисний екран (зазвичай урановий або з вольфрамового сплаву)
G) активна високорадіоактивна речовина у формі циліндра діаметром 30 мм

Радіоактивне зараження в Гоянії — випадок радіоактивного зараження, що стався в бразильському місті Гоянія 1987 року. Радіоактивного зараження зазнали близько 250 осіб. Четверо з них померли впродовж двох місяців.

## Історія
13 вересня 1987 року із занедбаної лікарні, з установки для радіотерапії збирачі металобрухту винесли металеву капсулу, яку потім продали на звалище. Власник звалища Девар Феррейра сказав розрізати капсулу. Усередині виявили порошок, що світився блакитним світлом. Це був хлорид радіоактивного цезію-137. Девар приніс цей порошок до свого будинку й запросив сусідів, родичів і друзів подивитися на дивину. Дрібні фрагменти брали в руки, натирали ними шкіру, дарували іншим людям, і в результаті почалося поширення радіоактивного забруднення. Протягом більш ніж двох тижнів із порошкоподібним хлоридом цезію контактували все нові люди, і ніхто з них не знав про пов'язану з ним небезпеку.
У результаті широкого розповсюдження високорадіоактивного порошку і його активного контакту з різними предметами, накопичилася велика кількість забруднених радіацією речей, які в подальшому були поховані на горбистій території одного з передмість, у так званому приповерхневому сховищі. Цю територію можна буде знову використовувати тільки через 300 років.

## Жертви радіації

### Померлі
- Лейд дас Невес Феррейра (порт. Leide das Neves), 6-річна дочка Іво Феррейри (брата власника звалища). Спочатку, коли міжнародна команда прибула, щоб лікувати її, була розміщена в ізольованій палаті лікарні, тому що персонал установи боявся перебувати з нею поруч. У неї поступово розвинулися набряки у верхній частині тіла, випало волосся, виникли пошкодження нирок і легень, а також внутрішня кровотеча. Вона померла 23 жовтня 1987 року від «сепсису та загальної інфекції» («septicemia and generalized infection») у військово-морському шпиталі Марсилиу Діас, у Ріо-де-Жанейро (6,0 Гр; 600 бер). Похована на громадському кладовищі в особливій труні зі скловолокна, яка призначена для запобігання розповсюдження радіації. У день похорону на цвинтарі відбулися громадські заворушення — більше тисячі осіб протестували проти поховання на громадському кладовищі[2][3].
- Габріела Марія Феррейра (порт. Maria Gabriela das Graças Ferreira), 38-річна дружина власника звалища Девара Феррейри, захворіла приблизно через три дні після першого контакту з речовиною. Її стан погіршився, у неї розвинулися внутрішні кровотечі, особливо в кінцівках, очах і шлунково-кишковому тракті, вона страждала від втрати волосся. Померла 23 жовтня 1987 року, приблизно через місяць після контакту (5,7 Гр; 550 бер).
- Ізраель Батіста дос Сантос, 22-річний найманий робітник Девара Феррейри, першим працював з капсулою, щоб добути вміст. У нього розвинулися серйозні респіраторні та легеневі ускладнення, врешті-решт його направили в лікарню, де він помер через шість днів, 27 жовтня 1987 року (4,5 Гр; 450 бер).
- Едмілсон Алвез де Суза, 18-річний робітник у Девара Феррейри, також працював з джерелом радіації. У нього розвинулося пошкодження легенів, внутрішня кровотеча й ушкодження серця, помер 18 жовтня 1987 року (5,3 Гр; 500 бер).

### Імовірні жертви
Кілька десятків людей після подій перебували на лікуванні (дехто з них продовжував лікування 2008-го року). Щонайменше двох із них журналісти розглядали як непрямих жертв трагедії:
- Девар Алвес Феррейра, чия цікавість призвела до трагедії, отримав дозу опромінення в 7 Грей, в результаті чого у нього повністю випало волосся й були уражені різні органи. Не був засуджений, але вважав себе головним винуватцем, впав в алкоголізм, що ще більше послабило його організм, і помер від раку в 1994 році.
- Іво Феррейра, батько померлої дівчинки Лейди, також отримав сильне зараження. Незабаром після цього став завзятим курцем, у результаті чого помер від легеневої емфіземи в 2003 році.

## Наслідки
Аварія в Гоянії привернула міжнародну увагу. До аварії положення, що регулюють питання контролю поширення й переміщення радіоактивних речовин, які застосовуються в медицині й промисловості в усьому світі, були відносно слабкими. Не було розуміння того, що такі джерела мають перебувати під контролем довічно. Після інциденту в Гоянії ставлення до цих питань було докорінно переглянуто. МАГАТЕ запровадило суворі норми безпеки для радіоактивних джерел, розробку яких спільно спонсорували кілька міжнародних організацій. Згодом перероблені і доповнені нормативи та концепції стали реально впроваджуватися на побутовому рівні, і за їх дотриманням було встановлено жорсткіший контроль. Сьогодні в Бразилії діє вимога про ліцензування кожного джерела, що дозволяє простежувати весь його життєвий шлях, аж до остаточного поховання.